# T. Rex (рок-гурт)
T.Rex (Tyrannosaurus Rex) — англійський рок-гурт, заснований у 1967 році в Лондоні фронтменом, композитором і гітаристом Марк Боланом.

## Історія
У вересні 1967 року Марк Болан познайомився зі Стівом Пергріном Туком (Steve Peregrin Took; народився 28 липня 1949 року), який грав на простих ударних інструментах, бонгосах, китайських гонгах, африканських барабанах, казу і т. д., і створив з ним дует під екзотичною назвою Tyrannosaurus Rex (латинська назва доісторичного тиранозавра).
Цей дует завдячує своїм блискучим стартом диск-жокею Джону Пілу, який тоді працював на піратській радіостанції «Радіо Лондон». В ті часи «Радіо Лондон» переживало період занепаду і його адміністрація зовсім не цікавилася, що саме Піл пускає в ефір. А славетний диск-жокей щоночі пускав у ефір композицію дуету Tyrannosaurus Rex під назвою «Hippy Gumbo». Вона так сподобалася слухачам, що посипалися листи з запитаннями про Болана. Дійовий Піл організував Болану та Туку серію концертів у популярному лондонському «андерграунд»-клубі «Middle Earth».
1968 року дует Болан—Тук видав дебютний сингл з піснею «Deborah». Ця платівка досягла 34 місця в чартах і стала сенсацією на Британських островах, бо музика дуету значно відрізнялася від популярних тоді хітів. Марк співав і грав на акустичній гітарі, а його партнер — на різноманітних екзотичних ударних інструментах. Їх музика була близька до фолку, але її класифікували як «андерграунд» або «флавер-павер» (flower-power). Цей останній термін означає «влада квітів» і ним окреслювався рух хіпі та їхня музика. У 1972 році цей сингл  був перевиданий та зайняв сьоме місце у британських чартах.
Слідом за синглом «Дебора» з'явився і перший альбом дуету — «My People Were Fair and Had Sky in Their Hair… But Now They're Content to Wear Stars on Their Brows», який зайняв високе, 5 місце, у хіт-параді альбомів. Потім з'явилися наступні сингли «One Inch Rock» і «Pewter Suitor» та альбом «Prophets Seers And Saqes, The Angels of the Ages». 1969 року з'явився альбом «Unicorn». На згаданих синглах та альбомах були помітні спроби збагатити колористику творів. Болан ввів кілька паралельних, але виконаних іншою технікою гітарних партій, а вишукані партії ударних інструментів Тука урізноманітнювали та драматизували музичний фон творів. На платівках були як прості рок-н-роли, так і складні композиції зі складною мелодійною лінією. На довших творах були більш притишені моменти, на фоні яких Джон Піл у своїх програмах розповідав казки. Повні незвичних асоціацій тексти пісень, незвичайні присвяти та різноманітні символи на обкладинках альбомів (недарма ж Болан провів півроку з чорнокнижником) зробили дует дуже популярним на некомерційній «підпільній» лондонській сцені.
Після третього альбому дует подався в турне по США. Там вони видали сингл «King Of The Rumbling Spires», що піднявся до 44 сходинки американських чартів. До Великої Британії Болан повернувся вже без свого партнера, який невдовзі після того створив власний гурт «Shagrat», а після його розпаду входив до складу гурту «The Pink Fairies».
У 1970 році Tyrannosaurus Rex змінює назву на T. Rex та видає однойменний альбом з новим звучанням гурту. Їх сингл «Ride a white swan», випущений у тому ж році, посів друге місце у чартах Великобританії.
Після повернення Болана зі США місце Тука зайняв Мікі Фінн (Mickey Finn), який залишався з Боланом аж до 1975 року.

## Відзнаки
У 2020 році T. Rex були введені до Залу слави рок-н-ролу.

## Дискографія

### Альбоми
як Tyrannosaurus Rex
| Рік  | Назва                                                                                               | Фірма звукозапису  | Місце в британському хіт-параді |
| ---- | --------------------------------------------------------------------------------------------------- | ------------------ | ------------------------------- |
| 1968 | My People Were Fair and Had Sky in Their Hair… But Now They're Content to Wear Stars on Their Brows | A&M Records        | 15                              |
| 1968 | Prophets, Seers & Sages — The Angels of the Ages                                                    | A&M Records        | —                               |
| 1969 | Unicorn                                                                                             |                    | 12                              |
| 1970 | A Beard of Stars                                                                                    | Blue Thumb Records | 21                              |

як T. Rex
| Рік  | Назва                                        | Фірма звукозапису   | Місце в британському хіт-параді |
| ---- | -------------------------------------------- | ------------------- | ------------------------------- |
| 1970 | T. Rex                                       | Fly Records         | 13                              |
| 1971 | Electric Warrior                             | Fly Records/Reprise | 1                               |
| 1972 | The Slider                                   | EMI/Reprise         | 4                               |
| 1973 | Tanx                                         | EMI/Reprise         | 4                               |
| 1974 | Zinc Alloy and the Hidden Riders of Tomorrow |                     | 12                              |
| 1975 | Bolan's Zip Gun                              | Mercury             | —                               |
| 1976 | Futuristic Dragon                            | Mercury/EMI         | 50                              |
| 1977 | Dandy in the Underworld                      | EDSEL Records       | 26                              |

Збірки
| Рік  | Назва              | Фірма звукозапису | Місце в британському хіт-параді |
| ---- | ------------------ | ----------------- | ------------------------------- |
| 1971 | The Best Of T. Rex |                   | 21                              |
| 1972 | Bolan Boogie       | Castle            | 1                               |
| 1973 | Great Hits         |                   | 32                              |
| 1974 | Light of Love      | EMI/Reprise       |                                 |